# Stora Hammars mölla
Stora Hammars mölla är en väderkvarn i Höllviken i Vellinge kommun.
Möllan är av typen holländare och flyttades till den nuvarande platsen år 1868. Den var i bruk fram till 1941, och sedan 1990 ägs möllan av Stora Hammars Mölleförening.
Mellan åren 1993 och 1995 renoverades möllan då den var i dåligt skick. Den återinvigdes år 1998. Sedan 1988 hålls årligen ett midsommarfirande vid möllan, anordnat av Stora Hammars Mölleförening.